# Indothele rothi
Indothele rothi är en spindelart som beskrevs av Coyle 1995. Indothele rothi ingår i släktet Indothele och familjen Dipluridae. Inga underarter finns listade i Catalogue of Life.